# 長浜市警察
長浜市警察（ながはましけいさつ）は、かつて存在した滋賀県長浜市の自治体警察。

## 概要
従来の滋賀県警察部が解体され、1948年（昭和23年）3月7日に長浜市警察署が設置された。
1954年（昭和29年）に新警察法が公布された。これにより国家地方警察と自治体警察が廃止され、新たに都道府県警察として滋賀県警察本部が発足。長浜市警察も滋賀県警察に統合され、姿を消した。